# Vicq-sur-Breuilh
Vicq-sur-Breuilh är en kommun i departementet Haute-Vienne i regionen Nouvelle-Aquitaine i västra Frankrike. Kommunen ligger i kantonen Saint-Germain-les-Belles som tillhör arrondissementet Limoges. År 2022 hade Vicq-sur-Breuilh 1 327 invånare.

## Befolkningsutveckling
Antalet invånare i kommunen Vicq-sur-Breuilh
| Referens: INSEE |